# Fille d'Yde
La jeune fille d'Yde est une momie des tourbières exhumée près du petit village d'Yde dans les marais de Bourtange dans la province de Drenthe aux Pays-Bas. Elle fut découverte le 12 mai 1897 par deux ouvriers Hendrik Barkhof et Willem Emmens. Les deux hommes cachèrent leur trouvaille dans un premier temps. La momie attira finalement de nombreux curieux qui arrachèrent des cheveux et des parties du corps. Malgré de nombreuses détériorations, son état de conservation est resté remarquable (particulièrement sa chevelure).

## Éléments distinctifs du corps

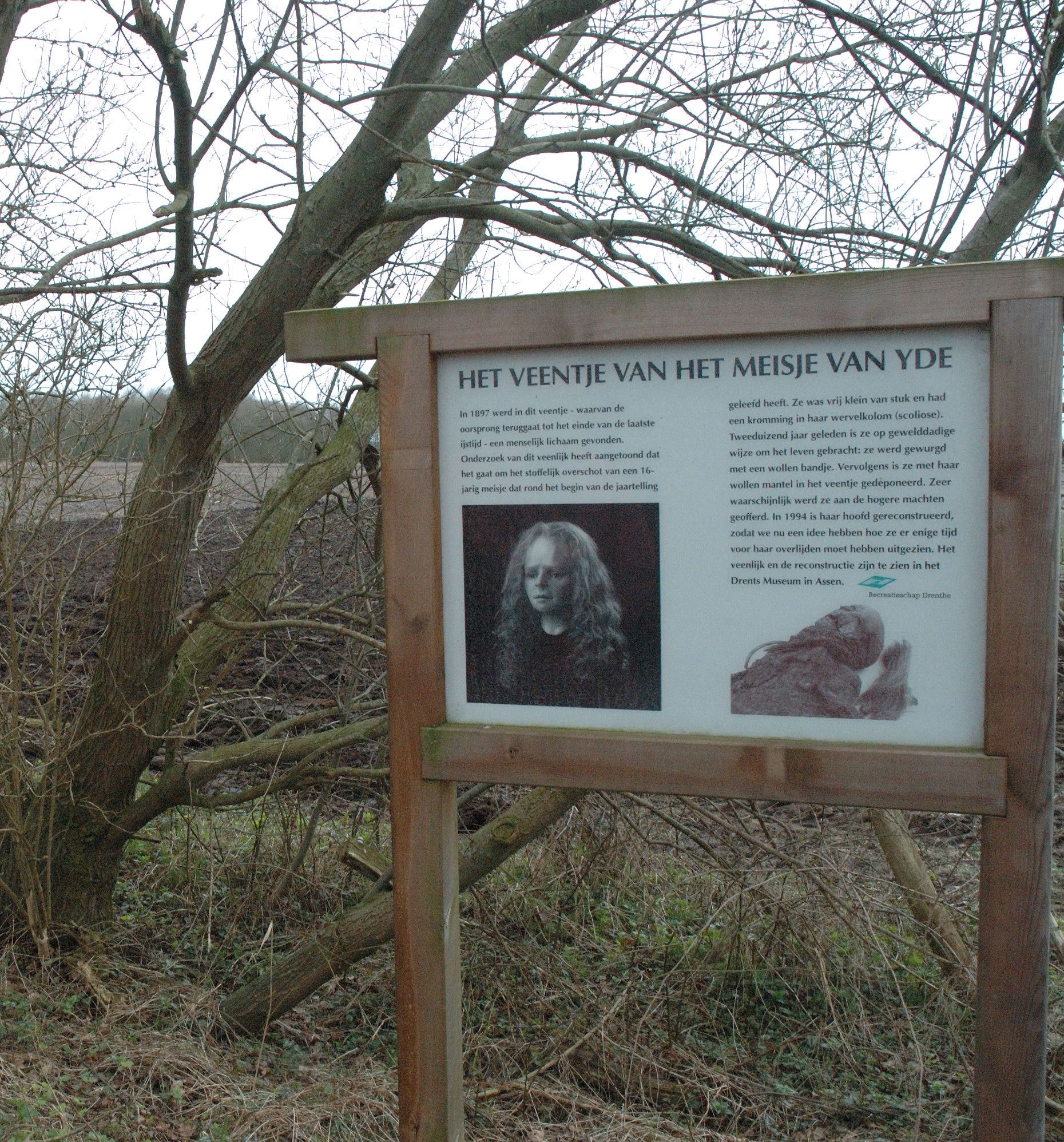
Les marais de Bourtange, à l'emplacement approximatif du lieu de la découverte du corps.

D'après les tests au carbone 14, la fille d'Yde serait décédée entre -20 et 120 de notre ère, sans doute à l'âge de 16 ans. Elle portait de longs cheveux blonds, mais une partie de son crâne semble avoir été rasée avant son exécution. La tomographie a permis de montrer que cette jeune fille souffrait d'une scoliose.
Le corps était enveloppé dans deux morceaux d'une couverture et portait une ceinture en laine avec un nœud coulant autour du cou. Les chercheurs en ont conclu que la jeune fille aurait été délibérément tuée ou sacrifiée. Elle aurait également reçu un coup de poignard à la clavicule. La peau a été conservée grâce à l'action protectrice de l'acide tannique présent dans la tourbe, ce qui est souvent constaté chez les hommes et femmes trouvés dans les tourbières. Lorsque la fille d'Yde a été mise au jour, les ouvriers sectionnèrent accidentellement son corps, détruisant la cage thoracique. Le corps a été exposé pendant des décennies au Musée régional de Drenthe sans que de nouvelles recherches interviennent avant 1994.
Cette année-là, le professeur Richard Neave de l'université de Manchester, analysant le crâne par tomographie, détermina l'âge de la morte et data la momie. Neave rendit également publique une reconstitution des traits de son visage qu'il avait réalisée grâce à des techniques de chirurgie esthétique et de pathologie. Le corps et la reconstitution du visage sont aujourd'hui exposés au musée de Drenthe, à Assen.
Le visage révélé présente des difformités : des petits éléments constitutifs (yeux, bouche etc), des yeux assez écartés et un front très haut et très droit. Une courbure de la colonne vertébrale a aussi été révélée par scannographie. Les archéologues ont émis l'hypothèse de son infirmité comme cause de son sacrifice, car considérée alors comme « défavorisée des Dieux ».

### Documentaires
- Légendes macabres : les secrets du passé, épisode 6, National Geographic